# Communauté de communes du Pays de Lubersac-Pompadour
Die Communauté de communes du Pays de Lubersac-Pompadour ist ein französischer Gemeindeverband mit der Rechtsform einer Communauté de communes im Département Corrèze in der Region Nouvelle-Aquitaine. Sie wurde am 15. September 2016 gegründet und umfasst 10 Gemeinden. Der Verwaltungssitz befindet sich im Ort Lubersac.

## Historische Entwicklung
Der Gemeindeverband entstand mit Wirkung vom 1. Januar 2017 durch die Fusion der Vorgängerorganisationen Communauté de communes du Pays de Pompadour und Communauté de communes Lubersac-Auvézère.
Mit Wirkung vom 1. Januar 2025 wurden die bis dahin selbstständigen Gemeinden Saint-Martin-Sepert und Saint-Pardoux-Corbier zur Commune nouvelle Les Trois-Saints (Communauté de communes du Pays d’Uzerche) zusammengelegt. Dies reduzierte die Anzahl der Gemeinden des Gemeindeverbands von 12 auf 10.

## Mitgliedsgemeinden
| Gemeinde                                             | Einwohner 1. Januar 2022 | Fläche km² | Dichte Einw./km² | Code INSEE | Postleitzahl |
| ---------------------------------------------------- | ------------------------ | ---------- | ---------------- | ---------- | ------------ |
| Arnac-Pompadour                                      | 1.206                    | 15,09      | 80               | 19011      | 19230        |
| Benayes                                              | 222                      | 23,12      | 10               | 19022      | 19510        |
| Beyssac                                              | 487                      | 21,32      | 23               | 19024      | 19230        |
| Beyssenac                                            | 356                      | 18,30      | 19               | 19025      | 19230        |
| Concèze                                              | 384                      | 13,44      | 29               | 19059      | 19350        |
| Lubersac                                             | 2.253                    | 57,46      | 39               | 19121      | 19210        |
| Montgibaud                                           | 251                      | 13,99      | 18               | 19144      | 19210        |
| Saint-Julien-le-Vendômois                            | 239                      | 23,29      | 10               | 19216      | 19210        |
| Saint-Sornin-Lavolps                                 | 846                      | 15,36      | 55               | 19243      | 19230        |
| Troche                                               | 541                      | 19,79      | 27               | 19270      | 19230        |
| Communauté de communes du Pays de Lubersac-Pompadour | 6.785                    | 221,16     | 31               | –          | –            |